# Matthias Joseph Isuja
Matthias Joseph Isuja (ur. 14 sierpnia 1929 w Haubi, zm. 13 kwietnia 2016) – tanzański duchowny katolicki, biskup diecezjalny Dodoma 1972-2005.

## Życiorys
Święcenia kapłańskie otrzymał 24 grudnia 1960.
26 czerwca 1972 papież Paweł VI mianował go biskupem diecezjalnym Dodoma. 17 września tego samego roku z rąk kardynała Laureana Rugambwy przyjął sakrę biskupią. 15 stycznia 2005 ze względu na wiek na ręce papieża Jana Pawła II złożył rezygnację z zajmowanej funkcji.
Zmarł 13 kwietnia 2016.